# Крук (округ, Вайомінг)
Шаблон:StateAbbr_ 44°35′ пн. ш. 104°34′ зх. д. / 44.59° пн. ш. 104.56° зх. д.
 Крук  (англ. Crook County) — округ (графство) у штаті Вайомінґ. Ідентифікатор округу 56011.

## Історія
Округ утворений 1875 року.

## Демографія
За даними перепису 
2000 року 
загальне населення округу становило 5887 осіб, зокрема міського населення було , а сільського — 5887.
Серед них чоловіків — 2979, а жінок — 2908. В окрузі було 2308 домогосподарств, 1646 родин, які мешкали в 2935 будинках.
Середній розмір родини становив 3,01.
Віковий розподіл населення поданий у таблиці:
| Стать    | До 15 років | 15-21 | 22-29 | 30-39 | 40-49 | 50-65 | 65-85 | Понад 85 |
| -------- | ----------- | ----- | ----- | ----- | ----- | ----- | ----- | -------- |
| Чоловіки | 623         | 330   | 183   | 345   | 502   | 595   | 362   | 39       |
| Жінки    | 581         | 295   | 172   | 396   | 476   | 521   | 389   | 78       |

## Суміжні округи
- Картер, Монтана — північ
- Б'ютт, Південна Дакота — північний схід
- Лоуренс, Південна Дакота — схід
- Вестон — південь
- Кемпбелл — захід
- Роудер-Рівер, Монтана — північний захід

## Виноски
1. ↑  US Decennial Census. US Census Bureau. Архів оригіналу за 26 квітня 2015. Процитовано 5 серпня 2015.
2. ↑  Historical Decennial Census Population for Wyoming Counties, Cities, and Towns. Wyoming Department of Administration & Information, Division of Economic Analysis. Архів оригіналу за 7 жовтня 2006. Процитовано 25 січня 2014.
3. ↑  State & County QuickFacts. US Census Bureau. Архів оригіналу за 1 березня 2016. Процитовано 25 січня 2014.(англ.) Наведено за англійською вікіпедією.
4. ↑  American FactFinder. Бюро перепису населення США. Архів оригіналу за 29 липня 2011. Процитовано 31 січня 2008.

| США | Це незавершена стаття з географії США. Ви можете допомогти проєкту, виправивши або дописавши її. |